# دیتلاین ان‌بی‌سی
دِیتلاین ان‌بی‌سی (انگلیسی: Dateline NBC) یک مجله خبری و برنامهٔ حقایق‌نگاری تلویزیونی در ایالات متحده آمریکا است که از سال ۱۹۹۲ تا کنون از شبکهٔ ان‌بی‌سی پخش می‌شود.
پیش از این، دیتلاین ان‌بی‌سی، مجلهٔ خبری اصلی این شبکه بود؛ اما امروزه بیشتر بر روی داستان‌های جنایی واقعی متمرکز است و هر از چند گاهی نیز، به مسائل دیگر می‌پردازد.
این برنامه جمعه‌شب‌ها از ساعت ۱۰ شب به وقتِ منطقه زمانی شرقی و همچنین بیشتر یکشنبه‌ها (که مصادف با لیگ ملی فوتبال نباشد) از ساعت ۷ شب پخش می‌شود. گاهی نیز، برنامهٔ مخصوص شنبه‌شب‌ها در ماه‌های پائیز و زمستان وجود دارد.